# Борретт, Норман
Норман Фрэнсис Борретт (англ. Norman Francis Borrett; 1 октября 1917, Уонстед, Большой Лондон — 10 декабря 2004, Колчестер, Восточная Англия) — английский и британский хоккеист на траве, нападающий; сквошист, крикетист, теннисист. Серебряный призёр летних Олимпийских игр 1948 года.

## Биография
Норман Борретт родился 15 ноября 1915 года в британском городе Уонстед (сейчас район Лондона) в семье фермера.
Учился в колледже Фрамлингем в Суффолке, был капитаном его команд по хоккею на траве, крикету, сквошу, файвз, лёгкой атлетике и плаванию. Кроме того, был секретарём дискуссионного клуба и капитаном школы. В 1936 году поступил в колледж Пембрук в Кембридже, изучал географию. Входил в сборную Кембриджского университета по хоккею на траве и сквошу, был капитаном обеих команд.
Во время Второй мировой войны служил в армии.
Впоследствии в течение 30 лет работал школьным учителем: в 1945—1950 годах в Девоне, в 1950—1980 годах — во Фрамлингеме.
Играл в хоккей на траве за «Таунтон Вэйл». В 1939 году дебютировал в сборной Англии по хоккею на траве. В течение карьеры провёл за неё 30 матчей, в 11 поединках был капитаном команды.
В 1948 году вошёл в состав сборной Великобритании по хоккею на траве на летних Олимпийских играх в Лондоне и завоевал серебряную медаль. Играл на позиции нападающего, провёл 5 матчей, забил 10 мячей (шесть в ворота сборной США, четыре — Афганистана). Стал лучшим снайпером турнира наряду с пакистанцем Али Дарой. Был капитаном команды.
Во время учёбы в Кембридже сыграл два матча первого класса по крикету за Эссекс. Ещё один поединок в его составе провёл после Второй мировой войны. В 1947—1959 годах выступал в чемпионате малых графств за Девон.
В 1946—1950 годах пять раз становился чемпионом Великобритании по сквошу среди любителей, был капитаном сборной Англии.
Кроме того, занимался теннисом. Выиграл ряд рейтинговых турниров, что позволяло квалифицироваться на Уимблдонский турнир, однако из-за занятости не смог участвовать. Также играл в гольф. Получал предложение от своего друга быть штурманом в автогонке на выносливость «24 часа Ле-Мана», однако отказался.
Был председателем селекционной комиссии сборной Англии по хоккею на траве, президентом Ассоциации сквоша и рэкетс и Ассоциации хоккея на траве.
Написал две обучающих книги: «Совершенствование своего хоккея» (1950) и «Хоккей для мужчин и женщин» (1955).
Умер 10 декабря 2004 года в британском городе Колчестер.

## Память
История жизни Борретта описана в книге Ричарда Сэйера «Мастер-спортсмен: история Нормана Борретта» (Master Sportsman), опубликованной в 2011 году.